# Розподіл Лапласа
Помилка Lua у Модуль:Navbar у рядку 61: Неприпустима назва {{subst:PAGENAME}}.
В теорії імовірності і статистиці розподіл Лапласа належить до сім'ї неперервних розподілів. Названий на честь французького математика П'єра-Симона Лапласа. Інколи вживають назву подвійний експоненційний розподіл, маючи на увазі, що графік щільності розподілу Лапласа виглядає як симетрично продовжена (на від'ємній півосі) щільність експоненційного розподілу. 
Різниця значень двох незалежних однаково розподілених експоненційних випадкових величин розподілена за розподілом Лапласа, також Броунівський рух в експоненційно розподіленій точці часу розподілений за Лапласом.

## Характеристики

### Щільність розподілу
Випадкова величина розподілена з розподілом Лапласа, X~Lap(μ,b), має щільність:
{\displaystyle f(x|\mu ,b)={\frac {1}{2b}}\exp \left(-{\frac {|x-\mu |}{b}}\right)\,\!={\frac {1}{2b}}\left\{{\begin{matrix}\exp \left(-{\frac {\mu -x}{b}}\right)&{\mbox{, }}x<\mu \\[8pt]\exp \left(-{\frac {x-\mu }{b}}\right)&{\mbox{, }}x\geq \mu \end{matrix}}\right.}
де, μ — коефіцієнт зсуву і b > 0 коефіцієнт масштабу. Якщо μ = 0 і b = 1, то додатна піввісь це експоненційний розподіл помножений на {\displaystyle {\frac {1}{2}}.}
Щільність розподілу Лапласа нагадує щільність нормального розподілу, з тією відмінністю, що вираз щільності нормального розподілу містить квадрат різниці значення і математичного сподівання (μ), а у виразі для щільності Лапласового розподілу модуль цієї різниці. Як наслідок, Лапласів розподіл має товстіші хвости ніж нормальний розподіл.

### Функція розподілу
Функцію розподілу легко отримати проінтегрувавши щільність і використовуючи симетричність щільності відносно параметра μ. Функція розподілу має вигляд: 
{\displaystyle F(x)\,=\int _{-\infty }^{x}\!\!f(u)\,\mathrm {d} u=\left\{{\begin{matrix}&{\frac {1}{2}}\exp \left({\frac {x-\mu }{b}}\right)&{\mbox{, }}x<\mu \\[8pt]1-\!\!\!\!&{\frac {1}{2}}\exp \left(-{\frac {x-\mu }{b}}\right)&{\mbox{, }}x\geq \mu \end{matrix}}\right.}
{\displaystyle \ \ \ \ \ =0.5\,[1+\operatorname {sgn}(x-\mu )\,(1-\exp(-|x-\mu |/b))].}
Обернене до функції розполу записується:
{\displaystyle F^{-1}(p)=\mu -b\,\operatorname {sgn}(p-0.5)\,\ln(1-2|p-0.5|).}

## Математичне сподіванняідисперсія
В показнику експоненти щільності маємо модуль різниці, тому інтервал {\displaystyle (-\infty ,+\infty )} необхідно розбити на {\displaystyle (-\infty ,\beta )} і {\displaystyle [\beta ,+\infty )} (функція щільності симетрична відносно цих інтервалів). Інтеграли беруться частинами, при підстановці нескінченостей ({\displaystyle \pm \infty }) розглядаємо границі вигляду {\displaystyle \lim _{x\to \pm \infty }r(x)}.
{\displaystyle \operatorname {E} \xi =\int \limits _{-\infty }^{+\infty }xf(x)dx={\frac {\alpha }{2}}\int \limits _{-\infty }^{\beta }xe^{\alpha (x-\beta )}dx+{\frac {\alpha }{2}}\int \limits _{\beta }^{+\infty }xe^{-\alpha (x-\beta )}dx=}
{\displaystyle ={\frac {\alpha }{2}}{\frac {1}{\alpha }}xe^{\alpha (x-\beta )}{\bigg |}_{-\infty }^{\beta }-{\frac {\alpha }{2}}{\frac {1}{\alpha }}\int \limits _{-\infty }^{\beta }e^{\alpha (x-\beta )}dx-{\frac {\alpha }{2}}{\frac {1}{\alpha }}xe^{-\alpha (x-\beta )}{\bigg |}_{\beta }^{+\infty }+{\frac {\alpha }{2}}{\frac {1}{\alpha }}\int \limits _{\beta }^{+\infty }e^{-\alpha (x-\beta )}dx=}
{\displaystyle ={\frac {\beta }{2}}-{\frac {1}{2\alpha }}e^{\alpha (x-\beta )}{\bigg |}_{-\infty }^{\beta }+{\frac {\beta }{2}}-{\frac {1}{2\alpha }}e^{-\alpha (x-\beta )}{\bigg |}_{\beta }^{+\infty }=\beta -{\frac {1}{2\alpha }}+{\frac {1}{2\alpha }}=\beta }

{\displaystyle \operatorname {E} \xi ^{2}=\int \limits _{-\infty }^{+\infty }x^{2}f(x)dx={\frac {\alpha }{2}}\int \limits _{-\infty }^{\beta }x^{2}e^{\alpha (x-\beta )}dx+{\frac {\alpha }{2}}\int \limits _{\beta }^{+\infty }x^{2}e^{-\alpha (x-\beta )}dx=}
{\displaystyle ={\frac {\alpha }{2}}{\frac {x^{2}e^{\alpha (x-\beta )}}{\alpha }}{\bigg |}_{-\infty }^{\beta }-{\frac {\alpha }{2}}{\frac {2}{\alpha }}\int \limits _{-\infty }^{\beta }xe^{\alpha (x-\beta )}dx+{\frac {\alpha }{2}}{\frac {x^{2}e^{-\alpha (x-\beta )}}{-\alpha }}{\bigg |}_{\beta }^{+\infty }+{\frac {\alpha }{2}}{\frac {2}{\alpha }}\int \limits _{\beta }^{+\infty }xe^{-\alpha (x-\beta )}dx={\frac {\beta ^{2}}{2}}-{\frac {\beta }{\alpha }}+{\frac {1}{\alpha ^{2}}}+{\frac {\beta ^{2}}{2}}+{\frac {\beta }{\alpha }}+{\frac {1}{\alpha ^{2}}}=\beta ^{2}+{\frac {2}{\alpha ^{2}}}}

{\displaystyle \operatorname {D} \xi =\operatorname {E} \xi ^{2}-(\operatorname {E} \xi )^{2}=\beta ^{2}+{\frac {2}{\alpha ^{2}}}-\beta ^{2}={\frac {2}{\alpha ^{2}}}}

## Моменти
{\displaystyle \operatorname {E} \xi ^{k}=\int \limits _{-\infty }^{+\infty }x^{k}f(x)dx={\frac {\alpha }{2}}\int \limits _{-\infty }^{\beta }x^{k}e^{\alpha (x-\beta )}dx+{\frac {\alpha }{2}}\int \limits _{\beta }^{+\infty }x^{k}e^{-\alpha (x-\beta )}dx}
Застосовуючи формулу інтегрування частинами декілька раз, отримуємо:
{\displaystyle \int x^{k}e^{\alpha (x-\beta )}dx={\frac {1}{\alpha }}x^{k}e^{\alpha (x-\beta )}-{\frac {k}{\alpha ^{2}}}x^{k-1}e^{\alpha (x-\beta )}+{\frac {k(k-1)}{\alpha ^{3}}}x^{k-2}e^{\alpha (x-\beta )}-}{\displaystyle \ldots +(-1)^{k-1}{\frac {k(k-1)\cdots 3\cdot 2}{\alpha ^{k}}}xe^{\alpha (x-\beta )}+(-1)^{k}{\frac {k(k-1)\cdots 2\cdot 1}{\alpha ^{k+1}}}e^{\alpha (x-\beta )}}
{\displaystyle \int x^{k}e^{-\alpha (x-\beta )}dx=-{\frac {1}{\alpha }}x^{k}e^{-\alpha (x-\beta )}-{\frac {k}{\alpha ^{2}}}x^{k-1}e^{-\alpha (x-\beta )}-{\frac {k(k-1)}{\alpha ^{3}}}x^{k-2}e^{-\alpha (x-\beta )}-}{\displaystyle \ldots -{\frac {k(k-1)\cdots 3\cdot 2}{\alpha ^{k}}}xe^{-\alpha (x-\beta )}-{\frac {k(k-1)\cdots 2\cdot 1}{\alpha ^{k+1}}}e^{-\alpha (x-\beta )}}
Після підстановок границь інтегрування:
{\displaystyle \int \limits _{-\infty }^{\beta }x^{k}e^{\alpha (x-\beta )}dx={\frac {1}{\alpha }}\beta ^{k}-{\frac {k}{\alpha ^{2}}}\beta ^{k-1}+{\frac {k(k-1)}{\alpha ^{3}}}\beta ^{k-2}-}
{\displaystyle \ldots +(-1)^{k-1}{\frac {k(k-1)\cdots 3\cdot 2}{\alpha ^{k}}}\beta +(-1)^{k}{\frac {k(k-1)\cdots 2\cdot 1}{\alpha ^{k+1}}}}
{\displaystyle \int \limits _{\beta }^{+\infty }x^{k}e^{-\alpha (x-\beta )}dx={\frac {1}{\alpha }}\beta ^{k}+{\frac {k}{\alpha ^{2}}}\beta ^{k-1}+{\frac {k(k-1)}{\alpha ^{3}}}\beta ^{k-2}+\ldots +{\frac {k(k-1)\cdots 3\cdot 2}{\alpha ^{k}}}\beta +{\frac {k(k-1)\cdots 2\cdot 1}{\alpha ^{k+1}}}}
Оскільки перший інтеграл залежить від парності k розглядаються двавипадки: k — парне і k — непарне:
{\displaystyle \operatorname {E} \xi ^{k}={\begin{cases}\beta ^{k}+{\frac {k(k-1)}{\alpha ^{2}}}\beta ^{k-2}+\ldots +{\frac {k(k-1)\cdots 2\cdot 1}{\alpha ^{k}}},&k=2n\\\beta ^{k}+{\frac {k(k-1)}{\alpha ^{2}}}\beta ^{k-2}+\ldots +{\frac {k(k-1)\cdots 3\cdot 2}{\alpha ^{k-1}}}\beta ,&k=2n+1\end{cases}}}
Або, в загальному вигляді:
{\displaystyle \operatorname {E} \xi ^{k}=\sum _{i=0}^{\left\lfloor k/2\right\rfloor }{\frac {\beta ^{k-2i}}{\alpha ^{2i}}}{\frac {k!}{(k-2i)!}}}, де {\displaystyle \left\lfloor x\right\rfloor } — ціла частина x.

## Генерація випадкових величин розподілених за Лапласом
Нехай маємо випадкову величину U рівномірно розподілену на інтервалі (-1/2, 1/2], тоді випадкова величина 
{\displaystyle X=\mu -b\,\operatorname {sgn}(U)\,\ln(1-2|U|)}
розподілена за розподілом Лапласа з параметрами μ and b. Це видно якщо розглянути функцію обернену до функції розподілу, яка наведена вище.
Випадкову величину {\displaystyle X} ~ {\displaystyle Lap(0,b)} можна також згенерувати як різницю двох н.о.р. {\displaystyle Exp(1/b)} випадкових величин.  Або ще випадкову величину {\displaystyle X} ~ {\displaystyle Lap(0,1)} можна згенерувати як логарифм частки двох н.о.р. рівномірно розподілених випадкових величин.